# DKW F 7
Der DKW F 7 ist ein Kleinwagen mit Frontantrieb der Marke DKW, den die Auto Union AG 1937 als Nachfolger des Modells F 5 auf den Markt brachte. Mit 80.000 gefertigten Fahrzeugen war der F 7 in der Vorkriegszeit der meistgebaute DKW mit Frontantrieb. Wie alle DKW „Frontwagen“ (geschützter Name) wurde der DKW F 7 im Audiwerk in Zwickau gebaut. Im Jahr 1939 endete die Produktion; Nachfolger war der Typ F 8 mit Kastenprofil-Rahmen und verbesserter Vorderachse.
Die Änderungen im Aussehen waren gegenüber dem Vorgänger F 5 gering. Das einfachere und leistungsschwächere Modell „Reichsklasse“ verfügte nun ebenfalls über die längere Karosserie der „Meisterklasse“. Im Gegensatz zum Vorgänger und dem Nachfolger F 8 waren die hinten angeschlagenen Türen bei beiden Modellen an der Vorderkante gerade geschnitten. Reichs- und Meisterklasse waren als zweitürige Limousine, Cabrio-Limousine oder Vollcabriolet erhältlich.
Wie bereits der F 2 Meisterklasse 701 hatte der F 7 den vorn quer eingebauten Zweizylinder-Zweitaktmotor (Parallel-Twin) mit Schnürle-Umkehrspülung und zwei Überströmkanälen. Die Motoren leisteten bei der Reichsklasse mit 0,6 Liter Hubraum 18 PS und bei der Meisterklasse mit 0,7 Liter Hubraum 20 PS (jeweils bei 3500/min). Über ein Dreiganggetriebe mit Krückstockschaltung wurden die Vorderräder angetrieben. Wie beim Vorgänger F 5 waren auf einen Stahl-Zentralkastenrahmen (Rahmen mit eckigem Mittelrohr, an dem die Ausleger zur Karosserieaufnahme angeschweißt sind) mit Kunstleder bespannte Sperrholzkarosserien aufgesetzt, wie sie für DKW typisch waren. Sie wurden im Werk Berlin-Spandau hergestellt. Auch die vordere Einzelradaufhängung an einer oberen und einer unteren Querblattfeder sowie die hintere „Schwebeachse“ mit Querblattfeder blieben unverändert.
Im Frühjahr 1938 kam das elegante DKW-F-7-Front-Luxus-Cabriolet ins Auto-Union-Programm, von dem 2288 Wagen gebaut wurden. Die Karosserien des „Front Luxus“ stammten von Baur in Stuttgart und waren mit Blechtafeln anstatt Kunstleder verkleidet.

## Technische Daten
|                       | Reichsklasse                               | Meisterklasse                              | Front Luxus Cabriolet                      |
| Bauzeitraum           | 1936–1938                                  | 1936–1938                                  | 1938                                       |
| Aufbauten             | L2, Cb2                                    | L2, Cb2                                    | Cb2                                        |
| Motor                 | Zweizylinder-Zweitaktmotor (Parallel-Twin) | Zweizylinder-Zweitaktmotor (Parallel-Twin) | Zweizylinder-Zweitaktmotor (Parallel-Twin) |
| Bohrung × Hub         | 74 mm × 68 mm                              | 76 mm × 76 mm                              | 76 mm × 76 mm                              |
| Hubraum               | 584 cm³                                    | 692 cm³                                    | 692 cm³                                    |
| Leistung              | 18 PS (13,2 kW) bei 3500/min               | 20 PS (14,7 kW) bei 3500/min               | 20 PS (14,7 kW) bei 3500/min               |
| Verbrauch             | 7 l/100 km                                 | 7 l/100 km                                 | 7 l/100 km                                 |
| Höchstgeschwindigkeit | 80 km/h                                    | 85 km/h                                    | 85 km/h                                    |
| Leergewicht           | 700 kg                                     | 750 kg                                     | 790–820 kg                                 |
| Zul. Gesamtgewicht    | 1020 kg                                    | 1100 kg                                    | 1040–1150 kg                               |
| Elektrik              | 6 Volt                                     | 6 Volt                                     | 6 Volt                                     |
| Länge                 | 3895–3985 mm                               | 3985 mm                                    | 3995 mm                                    |
| Breite                | 1480 mm                                    | 1480 mm                                    | 1480 mm                                    |
| Höhe                  | 1440–1500 mm                               | 1440–1500 mm                               | 1440 mm                                    |
| Radstand              | 2610 mm                                    | 2610 mm                                    | 2610 mm                                    |
| Spur vorne/hinten     | 1150 mm/1250 mm                            | 1150 mm/1250 mm                            | 1150 mm/1250 mm                            |
| Wendekreis            | 12 m                                       | 12 m                                       | 12 m                                       |

- L2 = zweitürige Limousine oder Cabrio-Limousine
- Cb2 = zweitüriges Cabriolet

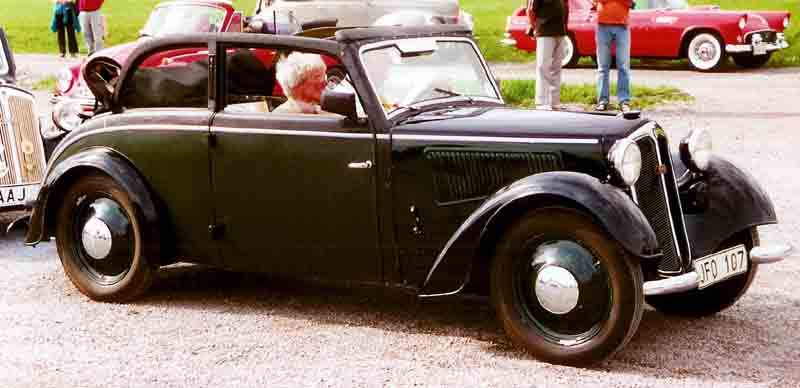
DKW Meisterklasse F 7-700 Cabrio-Limousine (1937)
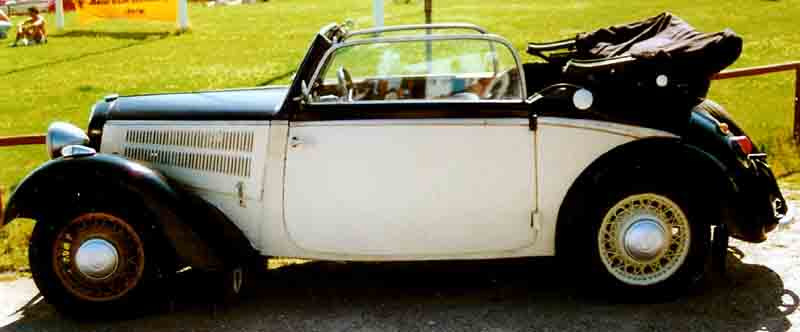
DKW Front Luxus Cabriolet F 7-700 (1938)
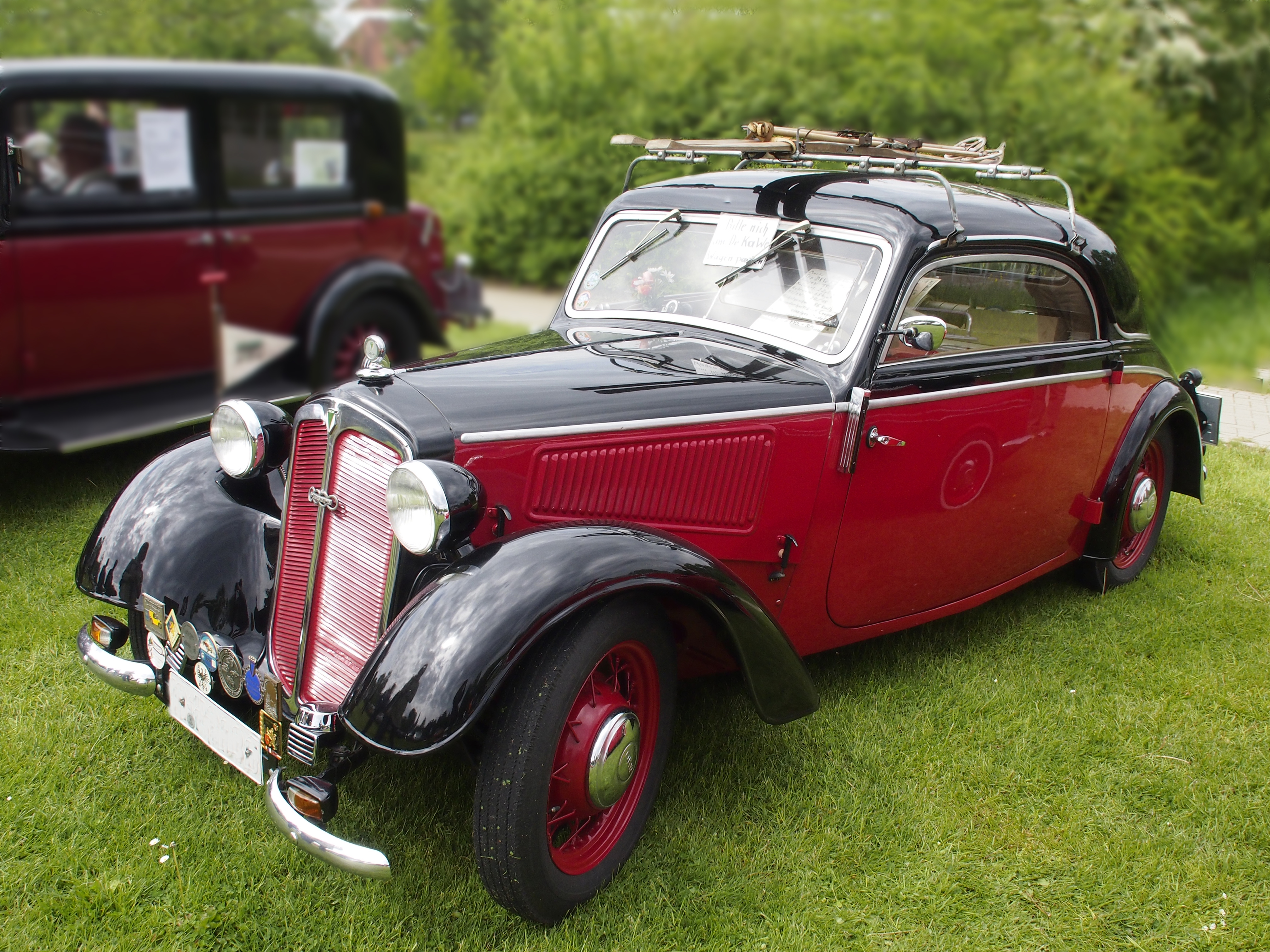
DKW F 7 Meisterklasse, Baujahr 1936
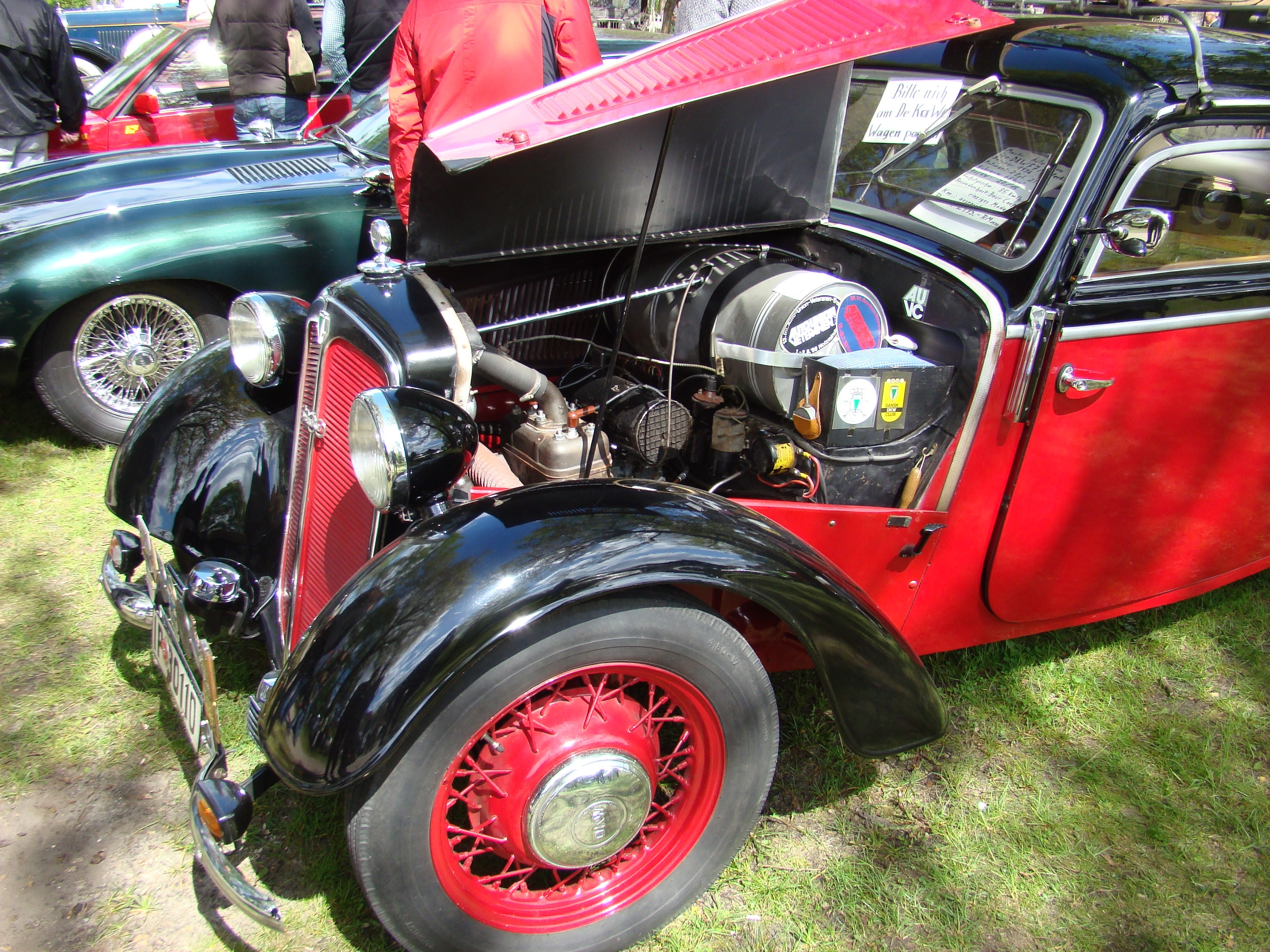
F 7 Meisterklasse, Blick unter die Motorhaube

## Quelle
- Werner Oswald: Deutsche Autos 1920–1945. 10. Auflage, Motorbuch Verlag, Stuttgart 1996, ISBN 3-87943-519-7.